# Плана (лунный кратер)
Кратер Плана (лат. Plana) — крупный древний ударный кратер в области южного побережья Озера Смерти на видимой стороне Луны. Название присвоено в честь итальянского астронома и математика Джованни Антонио Амедео Плана (1781—1864) и утверждено Международным астрономическим союзом в 1935 г. Образование кратера относится к нектарскому периоду.

## Описание кратера
Ближайшими соседями кратера являются кратер Бюрг на севере; кратер Мейсон на востоке и кратер Гров на востоке-юго-востоке. На северо западе от кратера находятся борозды Бюрга; на севере расположено Озеро Смерти; на юге Озеро Сновидений. Селенографические координаты центра кратера 42°15′ с. ш. 28°13′ в. д. / 42,25° с. ш. 28,22° в. д., диаметр 43,0 км, глубина 1800 м.
Кратер Плана имеет циркулярную форму, значительно разрушен и затоплен темной базальтовой лавой. Вал представляет собой кольцо отдельных пиков и хребтов с множеством разрывов, в юго-восточной части вал двойной. К северо-восточной части вала примыкает гористая местность с множеством хребтов между кратерами Плана и Мейсон, высказано предположение о вулканическом происхождении данной местности. Северо-западная оконечность вала перекрыта приметным чашеобразным кратером. Дно чаши ровное, над поверхностью лавы выступает вершина округлого центрального пика. Состав центрального пика анортозит (A), габбро-норито-троктолитовый анортозит с содержанием плагиоклаза 85-90 % (GNTA1)..

## Сателлитные кратеры
| Плана | Координаты                                            | Диаметр, км |
| ----- | ----------------------------------------------------- | ----------- |
| C     | 42°48′ с. ш. 27°08′ в. д. / 42,8° с. ш. 27,14° в. д.  | 13,7        |
| D     | 41°46′ с. ш. 26°11′ в. д. / 41,76° с. ш. 26,18° в. д. | 7,0         |
| E     | 40°33′ с. ш. 23°35′ в. д. / 40,55° с. ш. 23,59° в. д. | 5,8         |
| F     | 39°50′ с. ш. 24°00′ в. д. / 39,83° с. ш. 24° в. д.    | 4,8         |
| G     | 39°04′ с. ш. 22°56′ в. д. / 39,06° с. ш. 22,94° в. д. | 8,9         |

## См.также
- Список кратеров на Луне
- Лунный кратер
- Морфологический каталог кратеров Луны
- Планетная номенклатура
- Селенография
- Минералогия Луны
- Геология Луны
- Поздняя тяжёлая бомбардировка